# Moderato di Cadice
Moderato di Cadice (in latino Moderatus; fl. I secolo) è stato un filosofo romano vissuto nel I secolo d.C. e attivo in epoca neroniana.
Scrisse Lezioni pitagoriche, un'opera articolata in dieci libri, in cui l'autore, rappresentante di quella scuola di pensiero che assommava nel sincretismo ellenistico temi platonici, pitagorici, greci e orientali, pone in antitesi la «Triade» spirituale, rappresentata dall'Uno, l'Intelletto, l'Anima, alla «Diade» rappresentata dalla materia. Di tale opera ci restano solo alcuni frammenti tramandatici da Stobeo. Sembra che le sue Lezioni ebbero una certa influenza sul Neoplatonismo.